# Урбанек, Зденек
Зденек Урбанек (чеш. Zdeněk Urbánek) — чешский писатель-новеллист, переводчик с английского языка, педагог, диссидент.

## Биография
Зденек Урбанек родился в Праге. В 1936 году он поступил в Карлов университет на философский факультет, учился, но не закончил изучение в связи с войной. Во время войны помогал евреям и укрывал их от преследований нацистов, за это в 1992 году ему было присвоено звание праведника мира. После войны он работал журналистом, был лектором в государственной кинокомпании, а затем преподавателем Академии музыкального искусства в Праге. Стал одним из подписавших Хартию-77, которая выступила за соблюдение прав гражданина и человека в ЧССР. Умер в Праге.

## Произведения
- 1939 — Jitřenka smutku
- 1940 — Úžeh tmou
- 1941 — Příběh bledého dominika
- 1949 — Cestou za Quijotem
- 1992 — Ztracená země
- 1993 — Domy plné události
- 1993 — Zvláštní případy
- 1995 — Stvořitelé světa
- 1996 — Stvořitelé světa pokračují
- 1997 — Stvořitelé světa díl třetí
- 2003 — Stránky z deníků